# Pasażerskie przewozy kwalifikowane
Pasażerskie przewozy kwalifikowane – dawniej używane określenie przewozów wykonywanych w Polsce w połączeniach międzywojewódzkich pociągami krajowymi, w których obowiązywała rezerwacja miejsc oraz pociągami międzynarodowymi.